# Европско првенство у атлетици у дворани 2005 — скок удаљ за жене
Скок удаљ у женској конкуренцији на Европском првенству у атлетици у дворани 2005. одржано је у Мадриду, Шпанија, у Палати покрајине Мадрид 4. и 5. марта 2007. године.
Титулу освојену у Торино 2009, није бранила Ники Ксанту из Грчке.

## Сатница
| Датум   | Време |               |
| ------- | ----- | ------------- |
| 4. март |       | Квалификације |
| 5. март |       | Финале        |

## Земље учеснице
Учествовале су 23 такмичарка из 14 земаља.
1. Аустрија  (1)
2. Грчка  (2)
3. Естонија  (1)
4. Летонија  (3)
5. Мађарска  (1)
6. Немачка  (1)
7. Португалија (1)
8. Румунија (3)
9. Русија (3)
10. Словачка (1)
11. Уједињено Краљевство  (1)
12. Чешка (2)
13. Шпанија (2)
14. Швајцарска (1)

## Рекорди
| Рекорди пре почетка Европског првенства 2005. | Рекорди пре почетка Европског првенства 2005. | Рекорди пре почетка Европског првенства 2005. | Рекорди пре почетка Европског првенства 2005. | Рекорди пре почетка Европског првенства 2005. | Рекорди пре почетка Европског првенства 2005. |
| --------------------------------------------- | --------------------------------------------- | --------------------------------------------- | --------------------------------------------- | --------------------------------------------- | --------------------------------------------- |
| Светски рекорд                                | Хајке Дрекслер                                | Источна Немачка                               | 7,37                                          | Беч, Аустрија                                 | 13. фебруар 1988.                             |
| Европски рекорд                               | Хајке Дрекслер                                | Источна Немачка                               | 7,37                                          | Беч, Аустрија                                 | 13. фебруар 1988.                             |
| Рекорди европских првенстава                  | Хајке Дрекслер                                | Источна Немачка                               | 7,30                                          | Беч, Аустрија                                 | 5. март 1988.                                 |
| Најбољи светски резултат сезоне у дворани     | Каролина Клифт                                | Шведска                                       | 6,84                                          | Гетеборг, Шведска                             | 3. фебруар 2005                               |
| Најбољи европски резултат сезоне у дворани    | Каролина Клифт                                |                                               | 6,84                                          | Гетеборг, Шведска                             | 3. фебруар 2005                               |

### Најбољи европски резултати у 2005. години
Десет најбољих европских скакачица удаљ у дворани 2005. године пре почетка првенства (4. марта 2011), имале су следећи пласман на европској и светској ранг листи (СРЛ).
| 1   | Каролина Клифт      | Шведска  | 6,84 | 3. фебруар  | 1 СРЛ   |
| 2.  | Викторија Молчанова | Украјина | 8,61 | 2. СРЛ      |         |
| 3.  | Анђелика Бадеа      | Румунија | 6,72 | 13. фебруар | 3. СРП  |
| 4.  | Инета Радевича      | Летонија | 6,66 | 20. фебруар | 4. СРЛ  |
| 5.  | Адина Алтон         | Румунија | 6,65 | 5. фебруар  | 5. СРЛ  |
| 6.  | Дениса Росолова     | Чешка    | 6,64 | 12. фебруар | 6. СРЛ  |
| 6.  | Ирина Малникова     | Русија   | 6,64 | 12. јануар  | 6. СРЛ  |
| 8.  | Анастасија Иљина    | Русија   | 6,63 | 12. фебруар | 9. СРЛ  |
| 9.  | Стилијану Пилату    | Грчка    | 6,62 | 16. фебруар | 10. СРЛ |
| 10. | Олександра Стадњук  | Украјина | 6,61 | 14. јануар  | 11. СРЛ |

Такмичарке чија су имена подебљана учествују на ЕП 2005.

## Освајачи медаља
|                         |                        |                      |
| Наиде Гомес Португалија | Стилијани Пилату Грчка | Адина Антон Румунија |

На такмичењу је два пута оборен национални рекорд (Португалија) и постигнуро је један најбољи лични резултат сезоне.

## Резултати

### Квалификације
Квалификациона норма за осам места у финалу износила је 6,63 м (КВ)м, коју нијена атлетичарка није испунила, па су се прих осам пласирале на основу постигнзтог резултата(кв).
| Плас. | Група | Такмичарка             | Земља                | #1   | #2   | #3   | Резултат | Белешка |
| ----- | ----- | ---------------------- | -------------------- | ---- | ---- | ---- | -------- | ------- |
| 1     | А     | Наиде Гомес            | Португалија          | 6,60 | 6,48 | 6,49 | 6,60     | кв, НР  |
| 2     | Б     | Анстасија Иљина        | Русија               | х    | 6,54 | 6,27 | 6,54     | кв      |
| 3     | Б     | Инета Радевича         | Летонија             | 6,42 | 6,51 | –    | 6,51     | кв      |
| 4     | А     | Људмила Колчанова      | Русија               | 6,46 | 6,37 | 6,35 | 6,46     | кв      |
| 5     | А     | Бјанка Каплер          | Немачка              | 6,32 | 6,35 | 6,45 | 6,45     | кв      |
| 6     | Б     | Адина Антон            | Румунија             | х    | 6,45 | 6,22 | 6,45     | кв      |
| 7     | Б     | Стилијани Пилату       | Грчка                | 6,38 | 5,94 | 6,44 | 6,44     | кв      |
| 8     | Б     | Алина Милитару         | Румунија             | 6,29 | 6,37 | 6,41 | 6,41     | кв      |
| 9     | А     | Тинде Васи             | Мађарска             | 6,40 | х    | х    | 6,40     |         |
| 10    | А     | Анђелика Бадеа         | Румунија             | 6,37 | х    | 6,29 | 6,37     |         |
| 11    | А     | Ирина Маљникова        | Русија               | 6,33 | 6,07 | 6,22 | 6,33     |         |
| 12    | А     | Валентина Готовска     | Летонија             | х    | 6,29 | 6,05 | 6,29     |         |
| 13    | А     | Дениса Шчербова        | Чешка                | 6,20 | х    | 6,28 | 6,28     |         |
| 14    | Б     | Мартина Дармовзалова   | Чешка                | 6,26 | 6,19 | х    | 6,26     |         |
| 15    | Б     | Нијурка Монталво       | Шпанија              | 6,23 | 6,24 | 6,25 | 6,25     |         |
| 16    | Б     | Кристел Берендсен      | Естонија             | х    | х    | 6,25 | 6,25     |         |
| 17    | А     | Јесенија Волзанкина    | Летонија             | 6,21 | 5,75 | 6,19 | 6,21     |         |
| 18    | Б     | Оливија Векингер       | Аустрија             | 6,20 | 6,00 | х    | 6,20     |         |
| 19    | А     | Консепсион Монтанер    | Шпанија              | х    | х    | 6,19 | 6,19     |         |
| 19    | А     | Panayiota Koutsioumari | Грчка                | X    | 6.19 | X    | 6.19     |         |
| 21    | Б     | Barbara Leuthard       | Швајцарска           | 6,15 | 6,09 | 6,09 | 6,15     |         |
| 22    | Б     | Јана Велдјакова        | Словачка             | 4,30 | х    | х    | 4,30     |         |
| —     | Б     | Џејд Џонсон            | Уједињено Краљевство | х    | х    | х    | БП       |         |

### Финале
| Плас. | Атлетичарка       | Земља       | #1   | #2   | #3   | #4   | #5   | #6   | Резултат | Белешка |
| ----- | ----------------- | ----------- | ---- | ---- | ---- | ---- | ---- | ---- | -------- | ------- |
|       | Наиде Гомес       | Португалија | 6,70 | х    | х    | 6,67 | 6,61 | 6,58 | 6,70     | НР      |
|       | Стилијани Пилату  | Грчка       | 6,51 | 6,64 | 6,53 | х    | 6,28 | 6,14 | 6,64     | ЛРС     |
|       | Адина Антон       | Румунија    | х    | 6,41 | х    | 6,40 | х    | 6,59 | 6,59     |         |
| 4.    | Инета Радевича    | Летонија    | 6,58 | 6,25 | 6,39 | 6,38 | х    | 6,56 | 6,58     |         |
| 5.    | Људмила Колчанова | Русија      | 6,49 | 6,45 | х    | 6,56 | х    | х    | 6,56     |         |
| 6.    | Алина Милитару    | Румунија    | 6,35 | 6,45 | 6,49 | 6,33 | х    | 6,53 | 6,53     |         |
| 7.    | Бјанка Каплер     | Немачка     | 6,44 | х    | х    | 6,53 | 6,48 | (*)  | 6,53     |         |
| 8.    | Анстасија Иљина   | Русија      | X    | 6,33 | х    | 6,44 | 6,45 | 6,52 | 6,52     |         |

- Приликом последњег шестог скока у финалу судије су Немици Бјанки Каплер измериле скок од 6,96 метара, што јој је доносило златну медаљу и прво место. Кеплерова је указала на грешку, што је потврђено провером на снимку. Остала је без медаље. За њен поступак,  награђена је бронзаном медаљом за фер плеј.